# Ligne de la Hollande du Nord
La ligne de défense d'Hollande du Nord (en néerlandais : Linie van Noord-Holland) est une ligne d'eau défensive de la ville d'Amsterdam qui fut érigée par Corneille Krayenhoff en 1799, lors de l'invasion anglo-russe de la Hollande. Elle fut créée en immergeant les terrains de basse altitude situés entre Monnickendam et Krommeniedijk (nl) tandis que les espaces situés plus en hauteur furent protégés avec des murs de terre et des renforts d'artillerie. D'une longueur de 26 km, elle se trouvait entre 12 et 20 km au nord d'Amsterdam et de l'IJ. Son tracé est très proche de celui de la Ligne de défense d'Amsterdam construite un siècle plus tard.
Elle fut renforcée un an plus tard par la Ligne de Beverwijk (nl) à la demande de Herman Willem Daendels, commandant des troupes de la République batave.